# Miller Heights
Miller Heights är ett berg i Antarktis. Det ligger i Västantarktis. Argentina, Chile och Storbritannien gör anspråk på området. Toppen på Miller Heights är 904 meter över havet, eller 147 meter över den omgivande terrängen. Bredden vid basen är 5,2 km.
Terrängen runt Miller Heights är huvudsakligen kuperad, men västerut är den bergig. Trakten är obefolkad. Det finns inga samhällen i närheten.